# Izvoru Frumos
Izvoru Frumos – wieś w Rumunii, w okręgu Mehedinți, w gminie Burila Mare. W 2011 roku liczyła 244 mieszkańców.